# Фрідріх Рафрайдер
Фрідріх Рафрайдер (нім. Friedrich Rafreider; нар. 24 лютого 1942, Дорнбірн, Третій Рейх — пом. 16 вересня 2007, Дорнбірн, Австрія) — австрійський футболіст, фланговий півзахисник.

## Клубна кар'єра
Вихованець клубу «Дорнбірн-1913», до складу якого приєднався 1953 року. У складі цієї команди домігся першого великого успіху в кар'єрі, допоміг «Дорбірну» 1960 року обіграти в плей-оф за право підвищитися в класі «Кремсер» та вийти до А-Ліги. У першому матчі (4:2) у Кремсі Фріц Рафрайдер відзначився хет-триком, а в другому матчі, який відбувся перед рекордною кількістю (12 000) вболівальників, «Дорнбірн» поступився з рахунком 2:3. У своєму дебютному сезоні в еліті австрійського футболу відзначився 16-а голами, але не зміг допомогти своєму клубу уникнути вильоту з вищого дивізіону. У 1963 році «Дорнбірн» повертається до вищого дивізіону, але вже наступного року змушений знову грати в Регіоналлізі. Цього разу Рафрайдер вирішив залишити команду й перейшов до складу представника першого дивізіону чемпіонату Австрії, «Вінер Шпорт-Клуб». Лівофланговий нападник так і не завоював у складі «Дорнбірн-1913» жодного трофею, але протягом трьох років грав у кубку УЄФА. У 1967 році інший клуб з Форарльберга, «Шварц-Вайс» (Брегенц), виборов путівку до еліти австрійського футболу. Тому Фрідріх вирішив допомогти дебютанту турніру й підписав з клубом контракт. Однак надового в команді не затримався, «Шварц-Вайс» за підсумком дебютного сезону повернувся в Регіоналлігу, а Рафрайдер залишив команду. У 1969 році переїхав до сусідньої Швейцарії, де став гравцем «Санкт-Галлена». Футбольну кар'єру завершив 1976 року виступами за команду в Національній лізі А.
Фрідріх помер 17 вересня 2007 року у віці 65 років від серцевої недостатності у своєму будинку в Дорнбірні. Журналіст Роман Рафрайдер — його племінник.

## Кар'єра в збірній
Незважаючи на те, що Фрідріх виступав у другому дивізіоні австрійського чемпіонату, отримав шанс проявити себе в національній збірній. у знамениту епоху Декера дебютував перед майже 92 000 глядачів на стадіоні "Пратер" 27 травня 1961 року в перемозі 3: 1 над Англією. 27 травня 1961 року Рафрайдер вийшов на поле стадіону Ернст-Гаппель (у присутності 92 000 глядачів) у переможному (3:1) поєдинку проти Англі. Вже в наступному поєдинку в Будапешті, проти Угорщини, відзначився голом (2:1). А в московському поєдинку проти збірної СРСР став автором єдиного та переможного голу (1:0) у футболці австрійської збірної. Фріц Рафрейдер переграв на стадіоні імені Володимира Леніна в присутності 100 000 глядачів Володимира Маслаченка, після чого був замінений Руді Фльогелем. Після цього захист австрійців витримав усі атаки радянської збірної, а воротар Гернот Фрайдл відбив удар з пенальті у виконанні Валентина Іванова. Завдяки цьому матчу й до 1963 року продовжував захищати кольори Австрії на міжнародній арені, незважаючи на виступи на кулбному рівні в другому дивізіоні національного чемпіонату.

## Досягнення
«Дорнбірн-1913»
- Арберліга
  -  Чемпіон (1): 1959

- Регіональна ліга «Захід»
  -  Чемпіон (1): 1963

«Санкт-Галлен»
- Челлендж Ліга
  -  Чемпіон (1): 1971